# Dharius
Dharius（ダリウス、1984年9月24日 - ）は、メキシコのラッパー、作家、活動家である。カルテル・デ・サンタ の一員だった。

## 経歴
ラップ・グループのカルテル・デ・サンタでの活動を通じて、世界レベルで。同グループは、2003年のヒット曲「Factor Miedo」で知られている。

## ディスコグラフィー

### スタジオ・アルバム
- Directo Hasta Arriba（2014年）
- Mala Fama, Buena Vidha（2018年）